# Joanot Martorell
Joanot Martorell (Gandia, Spanyolország, 1413 körül – 1465) 15. századi katalán lovag, író. Híres regénye, a katalán nyelven írt Tirant lo Blanch (1490) tartotta fenn hírnevét.

## Élete
Valencia tartomány Gandia nevű településén született nemesi családban. Hat testvére volt, köztük Isabelle, aki 1439-ben Ausiàs March költő felesége lett és még ugyanabban az évben meghalt. A család anyagi helyzete egy idő után megromlott. 
Joanot Martorell 1438-ban közel egy évig Londonban tartózkodott, ahol megnyerte VI. Henrik angol király szimpátiáját és megkapta a térdszalagrendet. Később, 1440 és 1442 között valószínűleg megfordult a V. Alfonz aragóniai király nápolyi udvarában, és másodszor is 1450 és 1458 között mint kamarás. Ottani olvasmányai és tapasztalatai is hozzájárulhattak műve megírásához.

## Regénye
A Tirant lo Blanch (Tirant, a fehér) című regényt 1460-ban kezdte írni. Tirant lovag fiatalon megismerkedik az angliai udvarral, azután sereg élén a szaracénoktól fenyegetett Rodosz felmentésére, majd a törökök által ostromlott Konstantinápoly megsegítésére siet, ahol végül elnyeri a császár unokahúgának kezét. Tirant lovag hősi élete a Ramon Muntaner krónikájából ismert Roger de Flor katalán hadvezért példázza, aki 1303-ban elfoglalta Konstantinápolyt. Az író Ramon Llull Llibre de l’orde de cavalleria (A lovagi rend könyve) című művéből is vett át motívumokat.
A könyv mégsem kimondottan lovagregény. Egy-két résztől eltekintve (pl. Arthur király epizódja) tartalmában, előadásában egyaránt valószerűségre törekszik és történeti érzéket árul el, nincsenek benne csodák vagy varázslatok. A lovagi ideálok mellett az egyéni bátorság és méltóság reneszánsz vonásai és a mindennapi élet valós részletei keverednek a történetben. A Don Quijote-regényben Cervantes is megemlékezett a könyvről, és éppen annak valószerűségét értékelte: „lovagjai esznek, isznak és ágyban halnak meg”, jó a stílusa és „fölötte szórakoztató a tartalma”. 
Az író a regényt már nem tudta megjelentetni, talán teljesen be sem fejezte. Halálakor valenciai ismerőse, bizonyos Martí Joan de Galba kezében volt a kézirat, talán neki kellett befejeznie. Galba csak 1489-ben – tizenöt évvel a valenciai nyomtatás kezdete után – tett lépéseket a mű közzétételére, de a kész munkát már ő sem láthatta meg, mert 1490 elején meghalt. Az ősnyomtatvány a Valenciában letelepedett Nicolau Spindeler német nyomdász műhelyéből került ki 1490. november 20-án. 1511-ben jelent meg Diego de Gumiel nyomdásznál a kasztíliai fordítás – ezt a kiadást olvashatta annak idején Cervantes –, és olasz nyelven 1538-ban adták ki. 
2006-ban Vicente Aranda spanyol rendező filmre vitte a történetet.